# Сапуньжа
Сапуньжа́ (рос. Сапуньжа, марій. Шап Унчо) — присілок у складі Моркинського району Марій Ел, Росія. Входить до складу Шоруньжинського сільського поселення.
Стара назва — Сап-Уньжа.

## Населення
Населення — 129 осіб (2010; 128 у 2002).
Національний склад (станом на 2002 рік):
- марі — 100 %